# ال بارکو د آبیلا
ال بارکو د آبیلا (اسپانیایی: El Barco de Ávila‎) دهستانی در استان آبیلای اسپانیا است. در این دهستان ۲٬۵۳۷ نفر زندگی می‌کنند. مساحت این دهستان ۱۲٫۶۶ کیلومتر مربع است.